# Baloghia buchholzii
Baloghia buchholzii är en törelväxtart som beskrevs av André Guillaumin. Baloghia buchholzii ingår i släktet Baloghia och familjen törelväxter. Inga underarter finns listade i Catalogue of Life.